# Sóc bay khổng lồ đỏ trắng
Sóc bay khổng lồ đỏ trắng, tên khoa học Petaurista alborufus, là một loài động vật có vú trong họ Sóc, bộ Gặm nhấm. Loài này được Milne-Edwards mô tả năm 1870.